# بيت مراد (قفل شمر)

تعديل مصدري - تعديل

بيت مراد هي إحدى قرى عزلة شمرين بمديرية قفل شمر التابعة لمحافظة حجة، بلغ تعداد سكانها 484 نسمة حسب تعداد اليمن لعام 2004.